# Faszysta (epitet)
Faszysta – pejoratywny epitet stosowany przeciwko osobom, ruchom politycznym, rządom, instytucjom publicznym i prywatnym od czasu pojawienia się faszyzmu w Europie w latach dwudziestych XX wieku.
Powszechne stosowanie tego terminu jako zniewagi odnotowano w 1944 roku, kiedy brytyjski pisarz George Orwell stwierdził, że w Wielkiej Brytanii słowo „faszyzm” jest prawie całkowicie pozbawione znaczenia i że prawie każdy Anglik zaakceptowałby ‘tyrana’ jako synonim „faszysty”.
W Związku Radzieckim epitety „faszysta” i „faszyzm” były używane do opisywania antyradzieckiego aktywizmu i przekonań, takich jak wrogowie ludu. Użycie to rozszerzyło się również na inne kraje bloku wschodniego w ramach Układu Warszawskiego, w takich krajach jak np. NRD, gdzie Mur Berliński był znany jako „antyfaszystowski wał ochronny”. Termin „antyfaszystowski” stał się wszechobecny w bloku wschodnim, gdzie stał się synonimem linii partii komunistycznych i oznaczał walkę z opozycjonistami oraz ze światem zachodnim sensu largo.

## Użycie w Związku Radzieckim, bloku wschodnim oraz we współczesnej Rosji

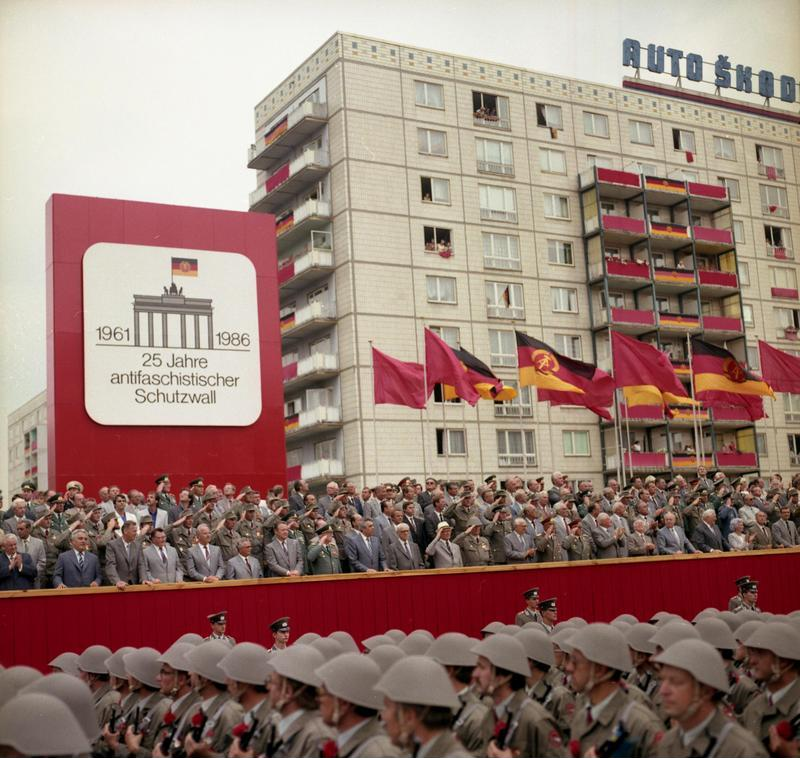
Święto 25-lecia wybudowania antyfaszystowskiego wału ochronnego w NRD – napis antifaschistischer Schutzwall

Bolszewicy, a później aparatczycy Związku Radzieckiego, często posługiwali się epitetem „faszysty”. Powszechnie używano go w prasie i socjolekcie politycznym do opisania albo jego ideologicznych przeciwników (jak np. ruch Białych), albo nawet wewnętrznych frakcji ruchu socjalistycznego (np. socjaldemokracja była nazywana socjalfaszyzmem, uważana przez partie komunistyczne za najbardziej niebezpieczną formę faszyzmu).
Po ataku Niemiec na Związek Radziecki w 1941 roku, epitet „faszysta” był używany w ZSRR do opisania praktycznie każdej antyradzieckiej działalności lub opinii. Według marksizmu-leninizmu, faszyzm był ostatnią fazą kryzysu burżuazji, który szukał schronienia przed nieodłącznymi sprzecznościami kapitalizmu. W rezultacie tego podejścia niemal każde zachodnie państwo kapitalistyczne było faszystowskie, a III Rzesza była jedynie najbardziej reakcyjna. Na przykład międzynarodowe śledztwo w sprawie masakry w Katyniu zostało opisane jako zniesławienie faszystowskie, a powstanie warszawskie jako nielegalne i zorganizowane przez faszystów. W Polsce w okresie PRL propaganda komunistyczna określała jako organizację faszystowską Armię Krajową. Służba Bezpieczeństwa określiła trockizm, titoizm i imperializm jako warianty faszyzmu.
Wykorzystanie to trwało do ery zimnej wojny i rozpadu Związku Radzieckiego. Popierana przez Związek Radziecki oficjalna nazwa Muru Berlińskiego brzmiała Antyfaszystowski wał ochronny (niem. Antifaschistischer Schutzwall). Podczas rozruchów w styczniu 1991 roku, które nastąpiły po ogłoszeniu w maju 1990 roku przywrócenia niezależności Łotwy od ZSRR, Komunistyczna Partia Związku Radzieckiego ogłosiła, że na Łotwie odrodził się faszyzm.
W styczniu 2014 roku, podczas protestów Euromajdanu, na Krymie został utworzony Słowiański Front Antyfaszystowski przez rosyjskiego deputowanego Alieksieja Żurawliowa i lidera partii Russkoje Jedinstwo (i przyszłego premiera Krymu) Siergieja Aksjonowa, aby przeciwstawić się faszystowskiemu powstaniu na Ukrainie.
Po rewolucji ukraińskiej w lutym 2014 roku, poprzez aneksję Krymu przez Federację Rosyjską i wybuch wojny w Donbasie, termin ten używany był przez rosyjskich nacjonalistów i media. Określali oni władze ukraińskie po Euromajdanie jako faszystowskie lub nazistowskie, oskarżając je jednocześnie o wpływy żydowskie lub szerzenie gejowskiej propagandy.

## Użycie na Zachodzie
W 1944 roku brytyjski pisarz George Orwell stwierdził:

Słowo „faszyzm” – będące w powszechnym użytku – pozbawione jest niemal zupełnie znaczenia. Słyszałem, jak „faszyzmem” nazwano: rolników, sklepikarzy, Kredyt Społeczny, kary cielesne w szkołach, polowanie na lisa, walki byków, Komitet 1922, Komitet 1941, Kiplinga, Gandhiego, Czang-Kai-Szeka, homoseksualizm, audycje radiowe Priestleya, schroniska młodzieżowe, astrologię, kobiety, psy – i nie pamiętam co jeszcze.

W latach 80. termin ten był używany przez lewicowych krytyków do określenia administracji Ronalda Reagana. Później, w pierwszej dekadzie XXI wieku, termin ten został użyty przez krytyków do określenia administracji George’a W. Busha, a pod koniec lat 10. do określenia kandydatury i administracji Donalda Trumpa. W swojej książce Beyond Mere Obedience z 1970 roku radykalna aktywistka i teolog Dorothee Sölle ukuła termin „chrystofaszysta” na określenie fundamentalistycznych chrześcijan.
Od lat 2000. zaangażowanych politycznie fundamentalistów islamskich także określa się jako "islamofaszystów", zwłaszcza w kręgach popierających wojnę z terroryzmem.
W 2004 roku, Samantha Power (wykładowca na Uniwersytecie Harvarda) odniosła się do słów Orwella, oznajmiając: Faszyzm – w odróżnieniu od komunizmu, socjalizmu, kapitalizmu czy konserwatyzmu – jest słowem pejoratywnym używanym częściej do oznaczania swoich wrogów niż deskryptorem używanym do rzucania na nich światła”.
W 2006 roku, Europejski Trybunał Praw Człowieka uznał za sprzeczne z art. 10 (wolność słowa) Europejskiej konwencji praw człowieka ukaranie dziennikarza grzywną za nazwanie prawicowego dziennikarza lokalnym neofaszystą, uznając tę wypowiedź za dopuszczalny w danych okolicznościach sąd wartościujący.
W odpowiedzi na wypowiedź wielu autorów twierdzących, że ówczesny kandydat na prezydenta Donald Trump był „faszystą”, w artykule dla Vox Media z 2016 roku zacytowano pięciu historyków badających faszyzm – w tym Rogera Griffina, autora The Nature of Fascism. Stwierdzili oni, że Trump albo nie ma, albo nawet jest przeciwny kilku poglądom politycznym, które są integralnym elementem faszyzmu, w tym postrzeganiu przemocy jako nieodłącznego dobra i nieodłącznego odrzucenia lub sprzeciwu wobec systemu demokratycznego.

## Możliwe wyjaśnienie dotyczące swobodnego stosowania epitetu
Niektóre grupy marksistowskie, takie jak indyjska sekcja IV Międzynarodówki i grupy Hekmatystów w Iranie i Iraku, dostarczyły wyjaśnień, dlaczego epitet „faszysta” powinien być stosowany do takich grup jak ruch Hindutwy, irański rząd po 1979 czy islamskie sekcje działające podczas wojny w Iraku. Inni badacze twierdzą, że tradycyjne znaczenie terminu „faszyzm” nie ma zastosowania do grup Hindutwa i może utrudniać dokonywanie analiz ich działalności.